# Justizvollzugsanstalt Heidering

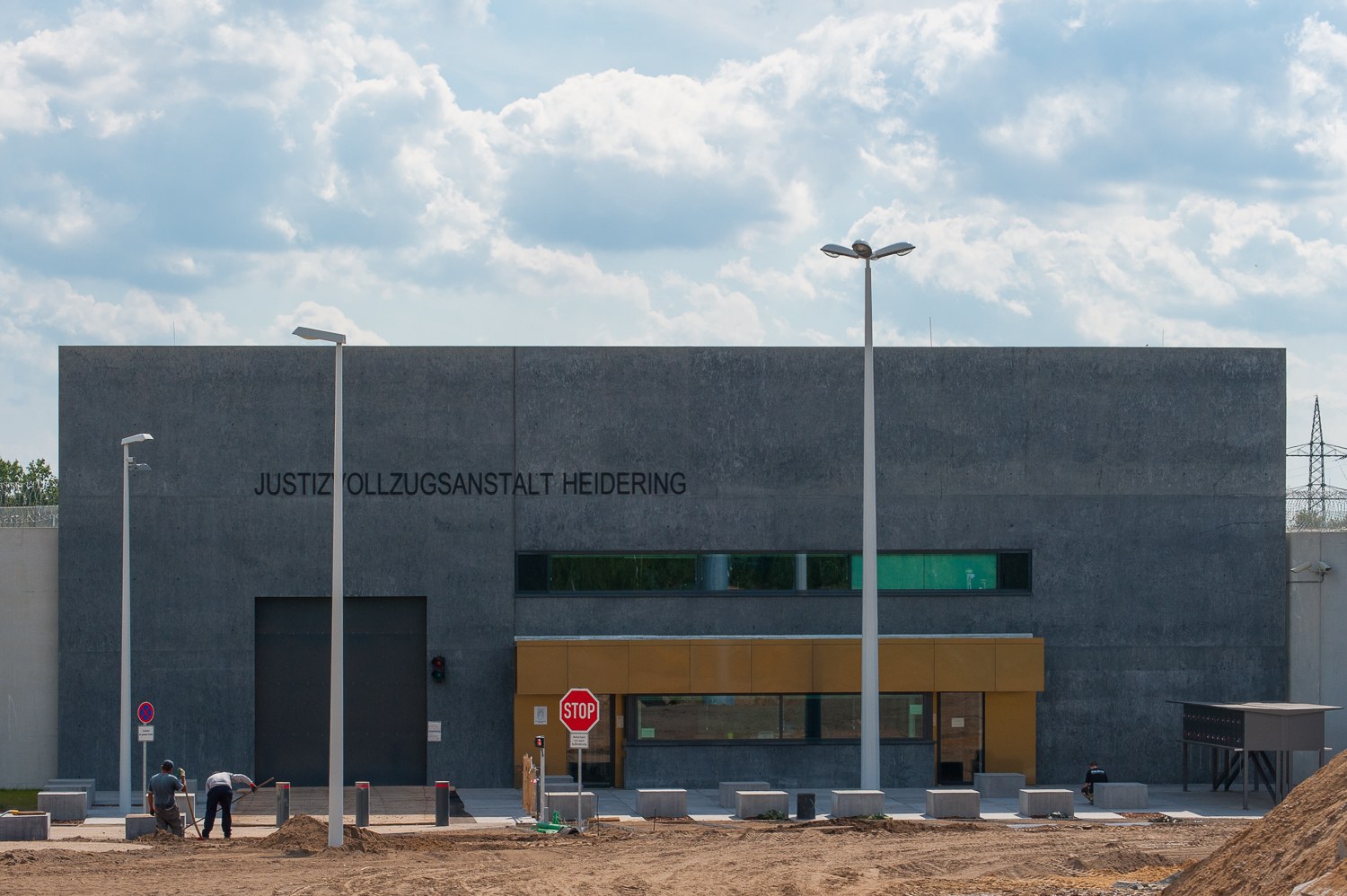
JVA Heidering (August 2013)

Die Justizvollzugsanstalt Heidering (kurz: JVA Heidering) ist eine Justizvollzugsanstalt (JVA) des Landes Berlin, die in der Gemeinde Großbeeren im Landkreis Teltow-Fläming in Brandenburg liegt. Sie liegt südlich von Berlin-Marienfelde und verfügt über 647 Haftplätze für erwachsene männliche Strafgefangene. Von der Landesgrenze Berlin/Brandenburg beträgt die Entfernung über die Bundesstraße 101 ca. 12 Kilometer.

## Geschichte
Die Anlage wurde von dem Grazer Architekten Josef Hohensinn geplant, der bereits das Justizzentrum Leoben projektiert hatte. Bei dem Betriebsgelände handelt es sich um ehemalige Stadtgutflächen Berlins.
Der Spatenstich als offizieller Baubeginn der JVA Heidering erfolgte am 8. Juli 2009. Die Grundsteinlegung erfolgte im November 2010, das Richtfest wurde am 18. August 2011 begangen. Der Staatsvertrag zwischen Berlin und Brandenburg wurde am 25. August 2011 unterzeichnet und im Dezember 2011 ratifiziert. Der Probebetrieb der JVA wurde planmäßig am 2. Januar 2013 aufgenommen. Am 21. März 2013 folgte die feierliche Eröffnung und symbolische Schlüsselübergabe der JVA; der Belegungsbeginn war am 12. Juni 2013. Seit März 2014 erfolgt die ausschließliche Belegung nach dem Vollstreckungsplan des Landes Berlin.

## Anstalt und Staatsvertrag
Die JVA Heidering verfügt über 647 Haftplätze für erwachsene männliche Strafgefangene und weist hohe Sicherheitsstandards auf. Die Haftplätze verteilen sich auf drei baugleiche Teilanstalten. Eine Teilanstalt hat drei Ebenen mit je vier Wohneinheiten. Auf jeder Wohneinheit befinden sich, bis auf eine Ausnahme mit 17 Hafträumen, 18 Hafträume. Dazu gehören pro Teilanstalt ein behindertengerechter Haftraum und ein Begegnungshaftraum bestehend aus zwei mit einer Tür verbundenen Einzelhafträumen zur Krisenvorsorge.
Zur Beschäftigung und Qualifizierung der Gefangenen verfügt die Anstalt über drei Werkhallen und eine Schule. Im Gegensatz zu anderen Justizvollzugsanstalten des Landes Berlin verfügt die JVA Heidering jedoch nicht über Eigenbetriebe oder Werkmeister, sondern hat zu diesem Zweck mit sechs verschiedenen Unternehmen und freien Trägern Dienstleistungsverträge abgeschlossen. Seit Anfang 2015 sind mehr als 75 % der untergebrachten Gefangenen entsprechend beschäftigt. Zum Sport- und Freizeitbereich der JVA gehören eine 1000 m² große Mehrzweckhalle sowie eine Außenanlage mit variablen Möglichkeiten auf unterschiedlich großen Sportplätzen und einem Fitnessparcours mit Laufstrecke. Es bestehen verschiedene weitere Freizeitangebote, so auch eine ca. 135 m² große Bibliothek.
Träger der Justizvollzugsanstalt ist, obwohl in Brandenburg gelegen, das Land Berlin; die JVA ist zur Unterbringung Berliner Gefangener bestimmt. 230 Bedienstete des Landes Berlin (Stand: Mai 2014) sind in der JVA Heidering tätig. Die JVA gehört zum von der landeseigenen BIM Berliner Immobilienmanagement GmbH verwalteten Sondervermögen Immobilien des Landes Berlin.
Hinsichtlich der hoheitlichen Tätigkeit haben Berlin und Brandenburg in dem Staatsvertrag vom 25. August 2011 vereinbart, dass auf dem Gelände Berliner Vollzugsrecht gilt und hinsichtlich der Bediensteten ausschließlich das Dienstrecht des Landes Berlin Anwendung findet. Das Land Berlin trägt die Kosten für den Betrieb der Anstalt.

## Bekannte Insassen
- Hendrik Holt (2024)[8]